# رود پولومت
رود پولومت (انگلیسی: Polomet) یک رودخانه در استان نووگورود کشور روسیه است.